# Lola Tung
Lola Tung (Nueva York; 28 de octubre de 2002) es una actriz y modelo estadounidense. Es conocida por su papel de Isabel "Belly" Conklin en la serie de Amazon Prime Video, The Summer I Turned Pretty, basada en la novela del mismo nombre Jenny Han.

## Edad temprana y educación
Lola Tung nació el 28 de octubre de 2002 en la ciudad de Nueva York, se graduó de Fiorello H. LaGuardia High School of Music & Art y Performing Arts en 2020. Su madre es de ascendencia china y sueca y su padre es de ascendencia europea del este. Su abuela materna es sueca y su abuelo materno es un inmigrante chino de Ningbo.
En el otoño del 2020, comenzó a estudiar en la Carnegie Mellon School of Drama, donde participó en obras de teatro escolares. Completó su primer año de escuela y luego se tomó un año sabático para filmar The Summer I Turned Pretty.
Tung toca la guitarra y canta.

## Carrera
En su último año de secundaria, Tung actuó en LaGuardia escaparate virtual de actuación sénior, donde su actual mánager la vio actuar por primera vez. Meses después, durante el segundo semestre del primer año de Tung en la universidad, el gerente se acercó a ella para comenzar a trabajar juntos y con una audición. La audición era para el papel principal de Isabel "Belly" Conklin en The Summer I Turned Pretty, una adaptación de Amazon Prime de una de las trilogías más vendidas de la escritora Jenny Han. Mientras tomaba clases universitarias remotas, Tung audicionó para la serie en Zoom. Más tarde, consiguió el trabajo, el cual es su primer papel actoral acreditado. Antes del estreno de la primera temporada, Amazon Prime renovó la serie para una segunda temporada, que fue filmada en verano 2022.
En septiembre de 2021, poco después de conseguir el papel principal en The Summer I Turned Pretty, Tung firmó con la agencia de talentos estadounidense, Creative Artists Agency.
Actualmente protagoniza junto a Jordan Fisher la obra de Broadway "Hadestown".

## Filmografía

### Televisión
| Año           | Título                                | Papel                  | Notas         | Ref.   |
| ------------- | ------------------------------------- | ---------------------- | ------------- | ------ |
| 2022-presente | El verano en que me enamoré           | Isabel "Belly" Conklin | Rol principal | [ 18 ] |
| 2023          | Premios MTV de Cine y Televisión 2023 | Ella misma             | Presentadora  | [ 19 ] |

### Teatro
| Año  | Título        | Papel      | Ref.   |
| ---- | ------------- | ---------- | ------ |
| 2023 | Almost Famous | Penny Lane | [ 20 ] |
| 2024 | Hadestown     | Eurídice   | [ 21 ] |

### Audiolibros
| Año  | Título                        | Papel de voz           | Notas                  | Ref.   |
| ---- | ----------------------------- | ---------------------- | ---------------------- | ------ |
| 2022 | El verano en que me enamoré   | Isabel "Belly" Conklin | Audiolibros regrabados | [ 22 ] |
| 2022 | No hay verano sin ti          | Isabel "Belly" Conklin | Audiolibros regrabados | [ 22 ] |
| 2022 | Siempre nos quedará el verano | Isabel "Belly" Conklin | Audiolibros regrabados | [ 22 ] |